# 國立科學工藝博物館
22°38′24″N 120°19′21″E / 22.6400756°N 120.3224266°E

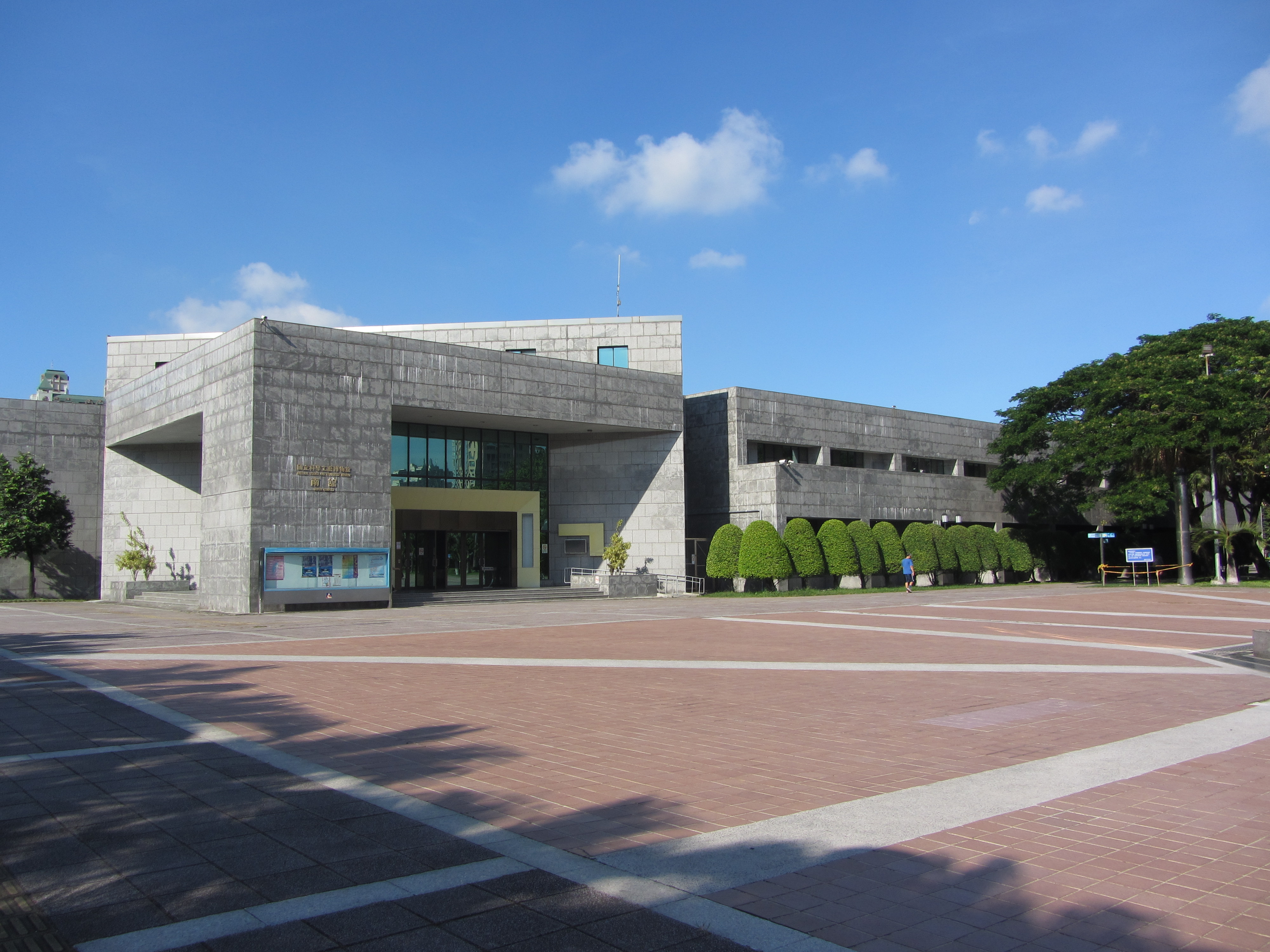
國立科學工藝博物館南館

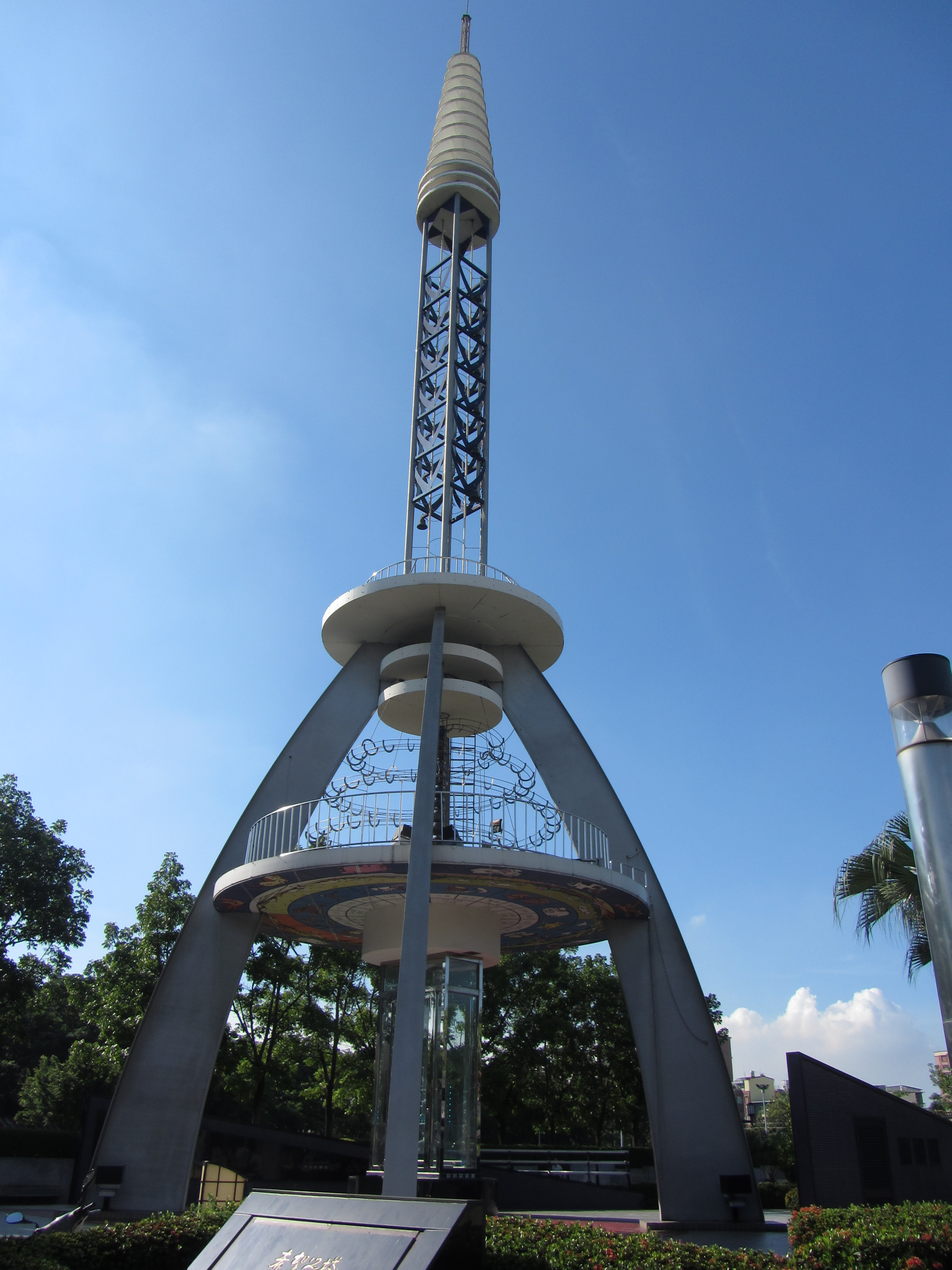
國立科學工藝博物館南館的塔狀時鐘－希望之塔

國立科學工藝博物館（簡稱科工館），位於台灣高雄市三民區，是台灣第一座應用科學博物館（有別於國立自然科學博物館以自然科學為主），亦為南台灣第一個國立社教機構。以蒐藏及研究科技文物、展示與科技相關主題、推動科技教育暨提供民眾休閒與終身學習為其主要功能，為行政院於1979年頒定之十二項建設計畫中，將興建博物館列為中央文化設施項目之一。

## 歷史
- 1979年，行政院頒定十二項建設計畫，將興建博物館列為中央文化設施項目之一。
- 1984年3月，行政院核准成立國立科學工藝博物館籌建規劃小組，8月組團赴歐美日等國考察科學博物館。
- 1986年7月，核定成立國立科學工藝博物館籌備處，專責辦理籌建工作。
- 1987年甄選出三門建築師事務所負責建築工程之設計監造工作。
- 1988年11月，行政院核定建館整體計畫。
- 1989年10月，結構工程動工興建。
- 1991年7月，行政院核定建館整體計畫修正案，擴大建館規模。
- 1997年2月26日，科技教育中心(南館)啟用。
- 1997年9月21日，基地公園開放。
- 1997年11月9日，正式對外開放十個常設展示廳。
- 1998年11月8日，十八個常設展示廳全部對外開放。
- 2009年，於南館園區建置「樂活節能屋」，建築面積 262.67 平方公尺。
- 2017年6月，由主題娛樂協會（TEA）與世界知名建築企業AECOM公布的《2016全球主題公園與博物館報告(2016 TEA/AECOM Theme Index & Museum Index)》中，國立科學工藝博物館名列亞洲前20大博物館排行第12名。[2]
- 2020年10月31日起至11月15日，科工館與教育部各科學館所共同舉辦2020第一屆臺灣科學節。

## 歷任館長
籌備處主任
| 任別 | 姓名   | 就職時間      | 卸任時間       |
| ---- | ------ | ------------- | -------------- |
| 1    | 周肇基 | 1986年8月1日  | 1996年8月30日  |
| 2    | 王清波 | 1996年8月31日 | 1996年12月31日 |

館長
| 任別 | 姓名   | 就職時間      | 卸任時間      |
| ---- | ------ | ------------- | ------------- |
| 1    | 王清波 | 1997年1月1日  | 1998年7月15日 |
| 代理 | 謝義勇 | 1998年7月16日 | 1999年3月2日  |
| 2    | 謝義勇 | 1999年3月3日  | 2002年2月28日 |
| 代理 | 陳訓祥 | 2002年3月1日  | 2002年5月28日 |
| 3    | 顏鴻森 | 2002年5月29日 | 2004年5月18日 |
| 代理 | 陳訓祥 | 2004年5月19日 | 2005年1月24日 |
| 4    | 王駿發 | 2005年1月25日 | 2007年8月31日 |
| 代理 | 陳訓祥 | 2007年9月1日  | 2007年9月25日 |
| 5    | 謝忠武 | 2007年9月26日 | 2010年5月2日  |
| 6    | 陳訓祥 | 2010年5月3日  | 2022年6月29日 |
| 代理 | 吳佩修 | 2022年6月30日 | 2022年9月11日 |
| 7    | 李秀鳳 | 2022年9月12日 | 至今          |

## 交通
高雄捷運環狀輕軌
- 科工館站C30

臺灣鐵路管理局
- 科工館車站

高雄市公車
- 60
- 73
- 紅28

公共自行車
- YouBike微笑單車：
  - 科工館：九如一路/九如一路611巷西北側
  - 國立科學工藝博物館：平等路/平等路143巷口東北側
  - 科工館車站：大順三路305巷/樂仁路125巷6弄口（車站旁人行道）
  - 平等九如一路口：平等路/九如一路（東南側）
  - 鐵道平等路口：鐵道一街/平等路（南側）
  - 鐵道憲政路138巷口：鐵道一街/憲政路138巷口（北側）

## 外部連結
- （繁體中文）（英文）國立科學工藝博物館（页面存档备份，存于）
- 國立科學工藝博物館的Facebook專頁